# Спащина
Спащина — деревня в Юрьянском районе Кировской области в составе Медянского сельского поселения.

## География
Находится на расстоянии примерно 9 километров на северо-запад по прямой от поселка Мурыгино.

## История
Известна с 1671 года как Починок Спаской с 1 двором (позже Церковной Спаской). В 1764 году учтено 46 жителей. В 1873 году отмечено дворов 15 и жителей 115, в 1905 20 и 137, в 1926 23 и 104, в 1950 15 и 60. В 1989 году уже не оставалось постоянных жителей. Ныне имеет дачный характер.

## Население
Постоянное население  не было учтено как в 2002 году, так и в 2010.